# Arto Koivisto
Arto Ilmari Koivisto (* 7. Dezember 1948 in Isojoki) ist ein ehemaliger finnischer Skilangläufer, der in den 1970er Jahren startete.
Sein bedeutendster Erfolg ist der Gewinn der Goldmedaille mit der finnischen 4 × 10-km-Staffel bei den Olympischen Winterspielen 1976. Bei diesen Wettbewerben gewann er auch eine Bronzemedaille.

## Erfolge
- Olympische Winterspiele 1976 in Innsbruck: Gold mit der Staffel, Bronze über 15 km